# Janko Tipsarević
Janko Tipsarević (en alphabet cyrillique serbe : Јанко Типсаревић ; en alphabet latin serbe : Janko Tipsarević), né le 22 juin 1984 à Belgrade (Yougoslavie, actuelle Serbie), est un joueur de tennis serbe. Professionnel de 2002 à 2019, il fait son entrée dans le top 100 à l'ATP en 2005 et atteint son meilleur classement ATP en simple le 2 avril 2012, avec le 8e rang mondial.
Absent pour cause de blessure en 2018, il est de retour sur les courts en 2019 l'année de ses 35 ans.

## Style de jeu
Janko Tipsarević commence le tennis à six ans. Longtemps considéré comme un joueur imprévisible, le Serbe a gagné en régularité au point de s'imposer dans le top 10 du circuit. Il s'agit d'un joueur complet, sans faiblesse particulière et doté d'une belle qualité de frappe. Joueur agressif, sa surface de prédilection est le dur.

## Carrière

### 2001
Il remporte l'Open d'Australie junior en 2001, terminant l'année numéro 2 mondial au classement junior.

### 2007-2010
En Grand Chelem, lors du tournoi de Wimbledon en 2007, il réalise l'exploit d'éliminer Fernando González (tête de série numéro 5). Lors du second tour de l'édition suivante, il élimine la tête de série numéro 6 Andy Roddick en quatre manches (6-7, 7-5, 6-4, 7-64). Quelques mois après, il est tout près d'éliminer lors de l'Open d'Australie le numéro un mondial Roger Federer au troisième tour, menant deux manches à une avant de céder au cinquième set (7-65, 6-71, 7-5, 1-6, 8-10).
En 2009, il se hisse pour la première fois de sa carrière en finale d'un tournoi du circuit principal, à Moscou. Une semaine plus tard, il élimine Gaël Monfils en quart de finale du tournoi de Vienne.

En 2010, il bat notamment Andy Murray, alors no 4 mondial, lors du tournoi de Dubaï. Il s'incline la même année en finale de l'Open de Bois-le-Duc, face à Serhiy Stakhovsky.

### 2011
Le 2 octobre 2011, dans la lignée d'une très bonne saison avec notamment une finale à Eastbourne et un quart de finale à l'US Open, où il ravit un set à son compatriote et vainqueur du tournoi Novak Djokovic, Janko Tipsarević remporte le premier tournoi ATP de sa carrière à Kuala Lumpur face à Márcos Baghdatís, qu'il bat en deux sets 6-4, 7-5.
Quelques semaines plus tard, soit le 23 octobre 2011, le Serbe réédite cette performance en finale du tournoi de Moscou dans laquelle il détrône son compatriote, ami et tenant du titre Viktor Troicki, battu sèchement 6-4, 6-2. Tipsy confirme ainsi son excellente forme en jouant le tennis de sa vie. De surcroît, malgré de très faibles chances d'y participer, il se place en hypothétique candidat aux Masters de Londres. L'éternel no 2 serbe, toujours dans l'ombre de son talentueux cadet Novak Djokovic, prend un nouveau statut ; lui qu'on disait irrégulier, capable du meilleur comme du pire, a gagné en confiance, et son jeu s'en ressent, il sera à la 9e place mondiale à la fin de l’année 2011.

### 2012
Après un Open d'Australie quelque peu décevant, il se rattrape en améliorant sa performance à Roland-Garros où il est battu en 1/8 de finale par Nicolás Almagro. Il devient 8e mondial en avril, mais perd cette place après les Jeux olympiques au profit de Juan Martín del Potro. Entre deux, il remporte contre Juan Mónaco le tournoi de Stuttgart, son troisième en carrière et le premier sur terre battue.
À Wimbledon, il s'incline au troisième tour contre Mikhail Youzhny, après avoir battu David Nalbandian et Ryan Sweeting. Après le tournoi de Stuttgart, il participe au Masters du Canada où il atteint la demi-finale, battu par son compatriote Novak Djokovic en deux sets 6-4, 6-1. Une semaine plus tard, au Masters de Cincinnati, Janko Tipsarević abandonne dès le deuxième tour face au modeste espagnol Pablo Andújar.
Il termine l'année à la neuvième place à l'ATP.

### 2013 - 2015
Fin octobre 2013, il abandonne lors de son premier tour à Valence et achève là sa saison.
Il ne joue pas de l'année 2014 pour cause de blessure.
Il revient fin mars 2015 à Miami en double puis en simple à Houston et à Munich où il bat le no 27 mondial Bernard Tomic au premier tour. Avec Novak Djokovic, il atteint les demi-finales du double à Montréal. Il arrête sa saison après l'US Open en septembre.

### 2016-2017
En avril 2016, il revient sur le circuit Challenger avec difficulté. Il remporte en août le tournoi Challenger de Qingdao et atteint en septembre les demi-finales du tournoi de Shenzhen où il doit abandonner. Il termine la saison à la 145e place au classement ATP.
En 2017, il remporte les deux tournois Challenger de Bangkok, celui de Qingdao et celui de Anning. Grâce à ces titres, il remonte dans le top 100 du classement ATP.

### 2019
Après un an d'absence pour cause de blessure, Janko Tipsarević fait son retour à la compétition à l'Open d'Australie 2019 où il s'incline au premier tour contre Grigor Dimitrov. Il remporte son premier tour au Masters de Miami contre Bradley Klahn (6-3, 6-3).
Classé 303e mondial quand il se présente à Roland-Garros, il est éliminé dès le premier tour par le Bulgare 46e mondial, Grigor Dimitrov, à l'issue d'un match en cinq sets (3-6, 0-6, 6-3, 7-64, 4-6). Il regagne ainsi douze places au classement ATP. Cependant, le 20 août, il annonce sur Instagram son intention de mettre un terme à sa carrière à la fin de la saison. Pour son dernier tournoi à l'Open de Stockholm, il corrige le Français Corentin Moutet (6-2, 6-4) et l'Italien Fabio Fognini (6-1, 6-1) avant de s'incliner contre le Japonais Yuichi Sugita (2-6, 6-4, 7-64).

## Vie privée
Janko Tipsarević est un avide lecteur, notamment de Nietzsche et Fiodor Dostoïevski qui sont ses auteurs favoris. L'un de ses tatouages (« La beauté sauvera le monde ») est d'ailleurs une citation tirée de L'Idiot. Il parle serbe, anglais et russe. Il est supporter du FC Barcelone depuis son enfance. Le 17 janvier 2014, il est devenu le père d'une petite fille prénommée Emili.

## Palmarès

### Titres en simple messieurs
| No | Date       | Nom et lieu du tournoi       | Catégorie | Dotation  | Surface      | Finaliste             | Score         |          |
| -- | ---------- | ---------------------------- | --------- | --------- | ------------ | --------------------- | ------------- | -------- |
| 1  | 26/09/2011 | Malaysian Open, Kuala Lumpur | ATP 250   | 850 000 $ | Dur (int.)   | Márcos Baghdatís      | 6-4, 7-5      | Parcours |
| 2  | 17/10/2011 | Kremlin Cup, Moscou          | ATP 250   | 725 000 $ | Dur (int.)   | Viktor Troicki        | 6-4, 6-2      | Parcours |
| 3  | 09/07/2012 | Mercedes Cup, Stuttgart      | ATP 250   | 358 425 € | Terre (ext.) | Juan Mónaco           | 6-4, 5-7, 6-3 | Parcours |
| 4  | 31/12/2012 | Aircel Chennai Open, Chennai | ATP 250   | 385 150 $ | Dur (ext.)   | Roberto Bautista-Agut | 3-6, 6-1, 6-3 | Parcours |

### Finales en simple messieurs
| No | Date       | Nom et lieu du tournoi                           | Catégorie | Dotation    | Surface      | Vainqueur             | Score              |          |
| -- | ---------- | ------------------------------------------------ | --------- | ----------- | ------------ | --------------------- | ------------------ | -------- |
| 1  | 19/10/2009 | Kremlin Cup, Moscou                              | ATP 250   | 1 000 000 $ | Dur (int.)   | Mikhail Youzhny       | 65-7, 6-0, 6-4     | Parcours |
| 2  | 14/06/2010 | UNICEF Open, Bois-le-Duc                         | ATP 250   | 398 250 €   | Gazon (ext.) | Serhiy Stakhovsky     | 6-3, 6-0           | Parcours |
| 3  | 21/02/2011 | International Tennis Championships, Delray Beach | ATP 250   | 442 500 $   | Dur (ext.)   | Juan Martín del Potro | 6-4, 6-4           | Parcours |
| 4  | 12/06/2011 | AEGON International, Eastbourne                  | ATP 250   | 410 925 €   | Gazon (ext.) | Andreas Seppi         | 7-65, 3-6, 5-3 ab. | Parcours |
| 5  | 24/10/2011 | St. Petersburg Open, Saint-Pétersbourg           | ATP 250   | 663 750 $   | Dur (int.)   | Marin Čilić           | 6-3, 3-6, 6-2      | Parcours |
| 6  | 02/01/2012 | Aircel Chennai Open, Chennai                     | ATP 250   | 398 250 $   | Dur (ext.)   | Milos Raonic          | 64-7, 7-64, 7-64   | Parcours |
| 7  | 16/07/2012 | Crédit Agricole Suisse Open, Gstaad              | ATP 250   | 358 425 €   | Terre (ext.) | Thomaz Bellucci       | 6-7, 6-4, 6-2      | Parcours |

### Titre en double messieurs
| No | Date       | Nom et lieu du tournoi      | Catégorie | Dotation  | Surface    | Partenaire   | Finalistes               | Score    |          |
| -- | ---------- | --------------------------- | --------- | --------- | ---------- | ------------ | ------------------------ | -------- | -------- |
| 1  | 02/01/2012 | Aircel Chennai Open Chennai | ATP 250   | 398 250 $ | Dur (ext.) | Leander Paes | Jonathan Erlich Andy Ram | 6-4, 6-4 | Parcours |

### Finales en double messieurs
| No | Date       | Nom et lieu du tournoi           | Catégorie    | Dotation    | Surface      | Vainqueurs                         | Partenaire     | Score     |          |
| -- | ---------- | -------------------------------- | ------------ | ----------- | ------------ | ---------------------------------- | -------------- | --------- | -------- |
| 1  | 04/01/2010 | Aircel Chennai Open Chennai      | ATP 250      | 398 250 $   | Dur (ext.)   | Marcel Granollers Santiago Ventura | Lu Yen-hsun    | 7-5, 6-2  | Parcours |
| 2  | 18/10/2010 | Kremlin Cup Moscou               | ATP 250      | 1 000 000 $ | Dur (int.)   | Igor Kunitsyn Dmitri Toursounov    | Viktor Troicki | 7-68, 6-3 | Parcours |
| 3  | 13/05/2012 | Internazionali BNL d'Italia Rome | Masters 1000 | 2 427 975 € | Terre (ext.) | Marcel Granollers Marc López       | Łukasz Kubot   | 6-3, 6-2  | Parcours |

## Parcours dans les tournois duGrand Chelem

### En simple
| Année | Open d'Australie | Open d'Australie | Internationaux de France | Internationaux de France | Wimbledon       | Wimbledon        | US Open         | US Open          |
| ----- | ---------------- | ---------------- | ------------------------ | ------------------------ | --------------- | ---------------- | --------------- | ---------------- |
| 2003  | —                | —                | —                        | —                        | —               | —                | 1er tour (1/64) | M. Philippoussis |
| 2004  | —                | —                | 1er tour (1/64)          | Nicolás Massú            | 1er tour (1/64) | Robby Ginepri    | 1er tour (1/64) | Amer Delić       |
| 2005  | 2e tour (1/32)   | Dominik Hrbatý   | 2e tour (1/32)           | Fernando Vicente         | 3e tour (1/16)  | Thomas Johansson | 1er tour (1/64) | Cyril Saulnier   |
| 2006  | 2e tour (1/32)   | J. C. Ferrero    | 1er tour (1/64)          | Julien Benneteau         | 1er tour (1/64) | Andy Roddick     | —               | —                |
| 2007  | 1er tour (1/64)  | David Nalbandian | 3e tour (1/16)           | Tommy Robredo            | 1/8 de finale   | J. C. Ferrero    | 2e tour (1/32)  | Rafael Nadal     |
| 2008  | 3e tour (1/16)   | Roger Federer    | 1er tour (1/64)          | Nicolás Lapentti         | 1/8 de finale   | Rainer Schüttler | 1er tour (1/64) | Sam Warburg      |
| 2009  | 2e tour (1/32)   | Marin Čilić      | 3e tour (1/16)           | Andy Murray              | 2e tour (1/32)  | Mardy Fish       | 1er tour (1/64) | Florent Serra    |
| 2010  | 2e tour (1/32)   | Tommy Haas       | 1er tour (1/64)          | Alejandro Falla          | 1er tour (1/64) | Arnaud Clément   | 3e tour (1/16)  | Gaël Monfils     |
| 2011  | 2e tour (1/32)   | F. Verdasco      | 3e tour (1/16)           | Roger Federer            | 1er tour (1/64) | Ivo Karlović     | 1/4 de finale   | Novak Djokovic   |
| 2012  | 3e tour (1/16)   | Richard Gasquet  | 1/8 de finale            | Nicolás Almagro          | 3e tour (1/16)  | Mikhail Youzhny  | 1/4 de finale   | David Ferrer     |
| 2013  | 1/8 de finale    | Nicolás Almagro  | 3e tour (1/16)           | Mikhail Youzhny          | 1er tour (1/64) | Viktor Troicki   | 1/8 de finale   | David Ferrer     |
| 2014  | —                | —                | —                        | —                        | —               | —                | —               | —                |
| 2015  | —                | —                | —                        | —                        | 1er tour (1/64) | M. Granollers    | 1er tour (1/64) | G. García-López  |
| 2016  | —                | —                | 1er tour (1/64)          | Milos Raonic             | 1er tour (1/64) | Gilles Simon     | 2e tour (1/32)  | P. Carreño-Busta |
| 2017  | —                | —                | 1er tour (1/64)          | João Sousa               | 1er tour (1/64) | Jared Donaldson  | 2e tour (1/32)  | D. Schwartzman   |
| 2019  | 1er tour (1/64)  | Grigor Dimitrov  | 1er tour (1/64)          | Grigor Dimitrov          | 2e tour (1/32)  | Kevin Anderson   | 1er tour (1/64) | Denis Kudla      |

N.B. : à droite du résultat se trouve le nom de l'ultime adversaire.

### En double
| Année | Open d'Australie             | Open d'Australie          | Internationaux de France   | Internationaux de France    | Wimbledon                      | Wimbledon                    | US Open                     | US Open                           |
| ----- | ---------------------------- | ------------------------- | -------------------------- | --------------------------- | ------------------------------ | ---------------------------- | --------------------------- | --------------------------------- |
| 2006  | —                            | —                         | 1/8 de finale M. Youzhny   | J. Benneteau N. Mahut       | 1er tour (1/32) M. Youzhny     | M. Damm L. Paes              | —                           | —                                 |
| 2007  | 1er tour (1/32) N. Djokovic  | M. Damm L. Paes           | —                          | —                           | 1er tour (1/32) Lee Hyung-taik | F. Čermák Leoš Friedl        | 1er tour (1/32) S. Grosjean | M. Fyrstenberg M. Matkowski       |
| 2008  | 1er tour (1/32) R. Schüttler | J. Coetzee W. Moodie      | 1/4 de finale V. Troicki   | I. Kunitsyn D. Toursounov   | 2e tour (1/16) V. Troicki      | A. Peya P. Petzschner        | —                           | —                                 |
| 2009  | 1er tour (1/32) V. Troicki   | L. Arnold Ker Juan Mónaco | —                          | —                           | —                              | —                            | 1/8 de finale R. Kendrick   | D. Nestor N. Zimonjić             |
| 2010  | 1er tour (1/32) Lu Yen-hsun  | C. Fleming K. Skupski     | —                          | —                           | 1/8 de finale Lu Yen-hsun      | J. Melzer P. Petzschner      | 1er tour (1/32) Lu Yen-hsun | S. Stakhovsky M. Youzhny          |
| 2011  | 1/8 de finale Björn Phau     | J. Melzer P. Petzschner   | 2e tour (1/16) V. Troicki  | F. Čermák F. Polášek        | —                              | —                            | —                           | —                                 |
| 2012  | —                            | —                         | —                          | —                           | —                              | —                            | —                           | —                                 |
| 2013  | —                            | —                         | —                          | —                           | —                              | —                            | —                           | —                                 |
| 2014  | —                            | —                         | —                          | —                           | —                              | —                            | —                           | —                                 |
| 2015  | —                            | —                         | —                          | —                           | 1er tour (1/32) M. Bhupathi    | R. Lindstedt Jürgen Melzer   | 1er tour (1/32) Radu Albot  | A. Bury D. Istomin                |
| 2016  | —                            | —                         | 1er tour (1/32) M. Youzhny | R. Klaasen Rajeev Ram       | 1er tour (1/32) Lu Yen-hsun    | M. Matkowski Leander Paes    | 2e tour (1/16) Lu Yen-hsun  | T. Bellucci M. Demoliner          |
| 2017  | —                            | —                         | 1er tour (1/32) V. Troicki | Jamie Murray Bruno Soares   | —                              | —                            | 1er tour (1/32) V. Troicki  | Leander Paes Purav Raja           |
| 2018  | —                            | —                         | —                          | —                           | —                              | —                            | —                           | —                                 |
| 2019  | —                            | —                         | 1/4 de finale D. Lajović   | Kevin Krawietz Andreas Mies | 1er tour (1/32) Laslo Djere    | S. González A.-U.-H. Qureshi | 1er tour (1/32) Laslo Djere | Austin Krajicek É. Roger-Vasselin |

N.B. : le nom du partenaire se trouve sous le résultat ; le nom des ultimes adversaires se trouve à droite.

## Parcours auxMasters
| Année | Lieu    | Résultat                 | Tour  | Adversaires                                      | Victoire / Défaite | Scores                          |
| ----- | ------- | ------------------------ | ----- | ------------------------------------------------ | ------------------ | ------------------------------- |
| 2011  | Londres | Round Robin (Remplaçant) | RR RR | Novak Djokovic Tomáš Berdych                     | Victoire Défaite   | 3-6, 6-3, 6-3 6-2, 3-6, 6-7     |
| 2012  | Londres | Round Robin              | RR RR | David Ferrer Juan Martín del Potro Roger Federer | Défaite Défaite    | 6-4, 3-6, 1-6 0-6, 4-6 3-6, 1-6 |

## Parcours dans lesMasters 1000
| Année | Indian Wells          | Miami                      | Monte-Carlo             | Rome                 | Hambourg puis Madrid      | Canada                 | Cincinnati           | Madrid puis Shanghai     | Paris                     |
| ----- | --------------------- | -------------------------- | ----------------------- | -------------------- | ------------------------- | ---------------------- | -------------------- | ------------------------ | ------------------------- |
| 2006  | 2e tour I. Ljubičić   | —                          | —                       | —                    | —                         | —                      | —                    | —                        | 1er tour O. Rochus        |
| 2007  | 3e tour D. Ferrer     | 2e tour J. I. Chela        | —                       | —                    | —                         | —                      | —                    | —                        | 2e tour Tommy Haas        |
| 2008  | 1er tour N. Massú     | 1/4 de finale N. Davydenko | 1/8 de finale D. Ferrer | 1er tour F. González | 1/8 de finale A. Montañés | 1er tour N. Mahut      | 1er tour Carlos Moyà | —                        | 1er tour F. López         |
| 2009  | 1er tour T. Bellucci  | 3e tour J. M. del Potro    | 2e tour S. Bolelli      | 2e tour F. González  | 1er tour Mardy Fish       | —                      | —                    | —                        | —                         |
| 2010  | 2e tour T. de Bakker  | 2e tour P. Petzschner      | —                       | 1er tour J. Chardy   | —                         | 1er tour Kohlschreiber | —                    | 2e tour R. Söderling     | —                         |
| 2011  | 2e tour Sam Querrey   | 1/8 de finale G. Simon     | 1er tour F. López       | —                    | —                         | 1/2 finale Mardy Fish  | 2e tour G. Simon     | 1er tour F. López        | 1/8 de finale T. Berdych  |
| 2012  | 3e tour D. Nalbandian | 1/4 de finale A. Murray    | 1/8 de finale G. Simon  | 2e tour S. Wawrinka  | 1/2 finale R. Federer     | 1/2 finale N. Djokovic | 2e tour P. Andújar   | 1/8 de finale Tommy Haas | 1/4 de finale J. Janowicz |
| 2013  | 2e tour E. Gulbis     | 1/8 de finale G. Simon     | 2e tour G. Dimitrov     | —                    | 1er tour Juan Mónaco      | 1er tour D. Istomin    | 2e tour M. Raonic    | 1er tour M. Granollers   | —                         |
| 2014  | —                     | —                          | —                       | —                    | —                         | —                      | —                    | —                        | —                         |
| 2015  | —                     | —                          | —                       | —                    | —                         | 1er tour R. Bautista   | —                    | —                        | —                         |
| 2016  | —                     | —                          | —                       | —                    | —                         | —                      | —                    | 2e tour J.-W. Tsonga     | —                         |
| 2017  | —                     | —                          | —                       | —                    | —                         | —                      | 2e tour D. Ferrer    | —                        | —                         |
| 2019  | —                     | 2e tour R. Bautista        | —                       | —                    | —                         | —                      | —                    | —                        | —                         |

N.B. : sous le résultat se trouve le nom de l’ultime adversaire.

## Victoires sur le top 10
Toutes ses victoires sur des joueurs classés dans le top 10 de l'ATP lors de la rencontre.
| Légende         |
| --------------- |
| Grand Chelem    |
| Masters         |
| Jeux olympiques |
| Masters 1000    |
| 500 Series      |
| 250 Series      |
| Coupe Davis     |

| #  | J.T.  | Tournoi         | Année | Surface      | Adversaire        | Rang  | Tour   | Score                   |
| -- | ----- | --------------- | ----- | ------------ | ----------------- | ----- | ------ | ----------------------- |
| 1  | no 64 | Wimbledon       | 2007  | Gazon        | Fernando González | no 6  | 1/16   | 6-3, 3-6, 6-3, 4-6, 8-6 |
| 2  | no 44 | Rotterdam       | 2008  | Dur (int.)   | Mikhail Youzhny   | no 8  | 1/16   | 7-63, 6-4               |
| 3  | no 33 | Hambourg        | 2008  | Terre battue | James Blake       | no 8  | 1/16   | 4-6, 6-3, 6-3           |
| 4  | no 40 | Wimbledon       | 2008  | Gazon        | Andy Roddick      | no 6  | 1/32   | 65-7, 7-5, 6-4, 7-64    |
| 5  | no 46 | Jeux olympiques | 2008  | Dur          | David Ferrer      | no 4  | 1/32   | 7-68, 6-2               |
| 6  | no 56 | Monte-Carlo     | 2009  | Terre battue | Gaël Monfils      | no 10 | 1/32   | 6-3, 6-1                |
| 7  | no 39 | Dubaï           | 2010  | Dur          | Andy Murray       | no 4  | 1/8    | 7-63, 4-6, 6-4          |
| 8  | no 44 | US Open         | 2010  | Dur          | Andy Roddick      | no 9  | 1/32   | 3-6, 7-5, 6-3, 7-64     |
| 9  | no 37 | Coupe Davis     | 2010  | Dur (int.)   | Tomáš Berdych     | no 7  | 1/2    | 7-5, 6-2, 2-6, 7-65     |
| 10 | no 24 | Montréal        | 2011  | Dur          | Tomáš Berdych     | no 9  | 1/4    | 6-4, 6-4                |
| 11 | no 20 | US Open         | 2011  | Dur          | Tomáš Berdych     | no 9  | 1/16   | 6-4, 5-0 ab.            |
| 12 | no 9  | Masters         | 2011  | Dur (int.)   | Novak Djokovic    | no 1  | Poule  | 3-6, 6-3, 6-3           |
| 13 | no 8  | Madrid          | 2012  | Terre battue | Novak Djokovic    | no 1  | 1/4    | 7-62, 6-3               |
| 14 | no 8  | World Team Cup  | 2012  | Terre battue | Tomáš Berdych     | no 7  | Finale | 7-5, 7-68               |
| 15 | no 9  | Paris-Bercy     | 2012  | Dur (int.)   | Juan Mónaco       | no 10 | 1/8    | 6-3, 3-6, 6-3           |

## Classements ATP en fin de saison
| Année          | 2000 | 2001 | 2002 | 2003 | 2004 | 2005 | 2006 | 2007 | 2008 | 2009 | 2010 | 2011 | 2012 | 2013 | 2014 | 2015 | 2016 | 2017 |
| Rang en simple | 1082 | 636  | 203  | 141  | 116  | 138  | 65   | 52   | 49   | 38   | 49   | 9    | 9    | 36   | -    | 406  | 145  | 106  |
| Rang en double | -    | -    | 526  | 370  | 240  | 313  | 207  | 463  | 125  | 193  | 70   | 85   | 56   | 237  | -    | 202  | 424  | -    |

Source : (en) Classements de Janko Tipsarević sur le site officiel de la Fédération internationale de tennis